# ツィンマーヴァルト天文台

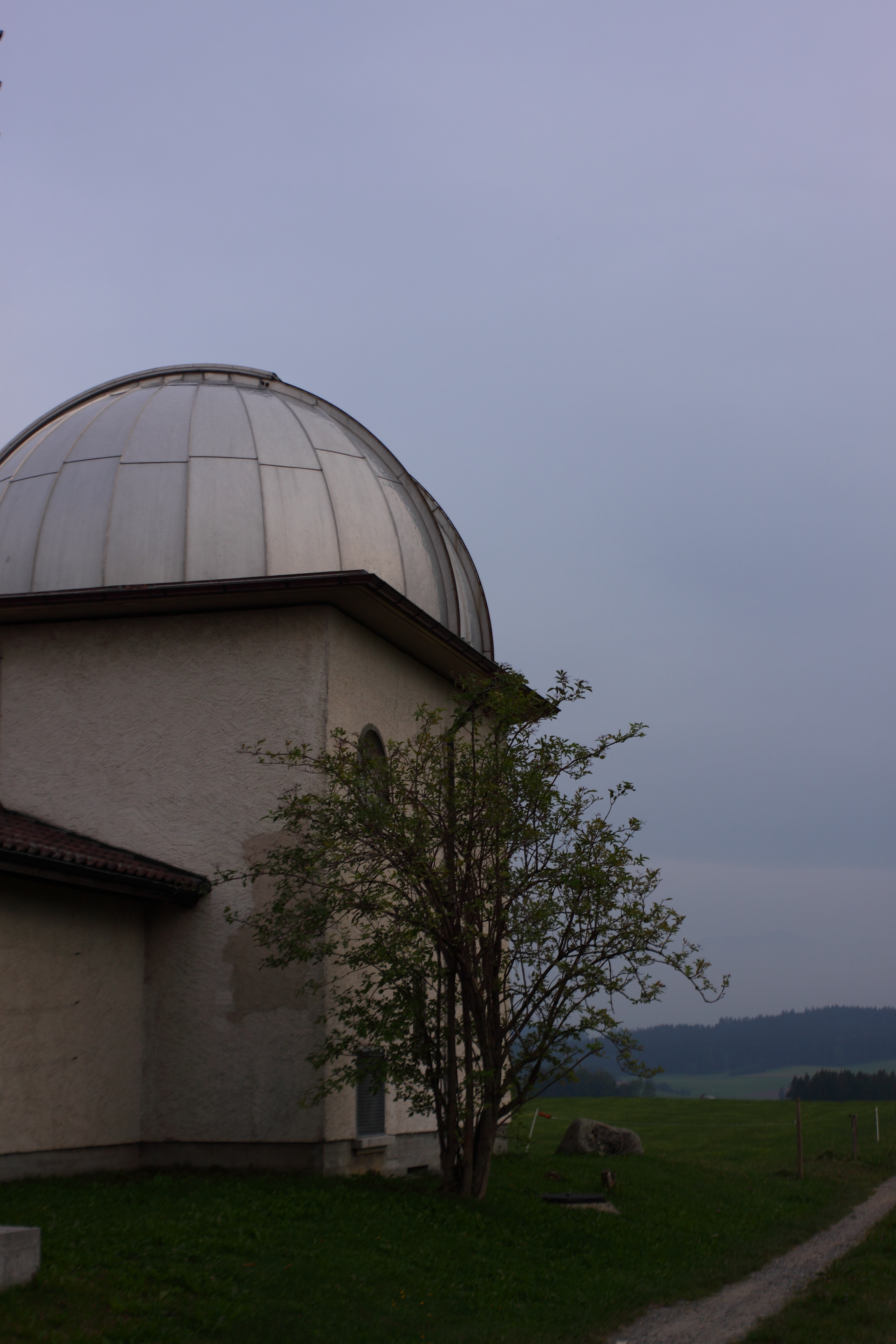
ツインマーヴァルト天文台

ツインマーヴァルト天文台（Observatorium Zimmerwald）はスイスのベルン大学の天文学部が運営する天文台である。ベルンの南10Km、ツインマーヴァルトの近くに位置する。
1956年に設立され、口径25cmシュミット式望遠鏡による観測が始められ、1957年、マックス・シューレによりおおぐま座の銀河NGC2841に14等の明るさの超新星が発見され、パウル・ヴィルトは最初の彗星を発見した。1959年から口径40cmのシュミット式望遠鏡による観測が始められ、1978年、短周期彗星、81P/ヴィルト第2彗星が発見された。
1970年代に天体写真による観測は終了し、レーザー天文学の分野の研究がおこなわれている。